# Tagmă
Tagma, în biologia neveratebratelor, reprezintă o regiune sau un grup specializat de segmente la artropode, cum ar fi cap, torace și abdomen, cu o funcție comună. Segmente tagmei pot fi contopite sau mobile.
Diviziunea tagmei în funcție de clasă. De exemplu, la trilobiți tagmele sunt numite cefalon (cap), torace și pigidiu (coadă), la hexapode aceste diviziuni sunt cap, torace și abdomen. La arahnide și unele crustacee corpul este împărțit în două tagme: prosomă (cefalotorace) și opistosomă (abdomen), la crustacee ultima e numită abdomen.

## Galerie

Tagmele trilobiților 1 - cefalon; 2 - torace; 3 - pigidiu
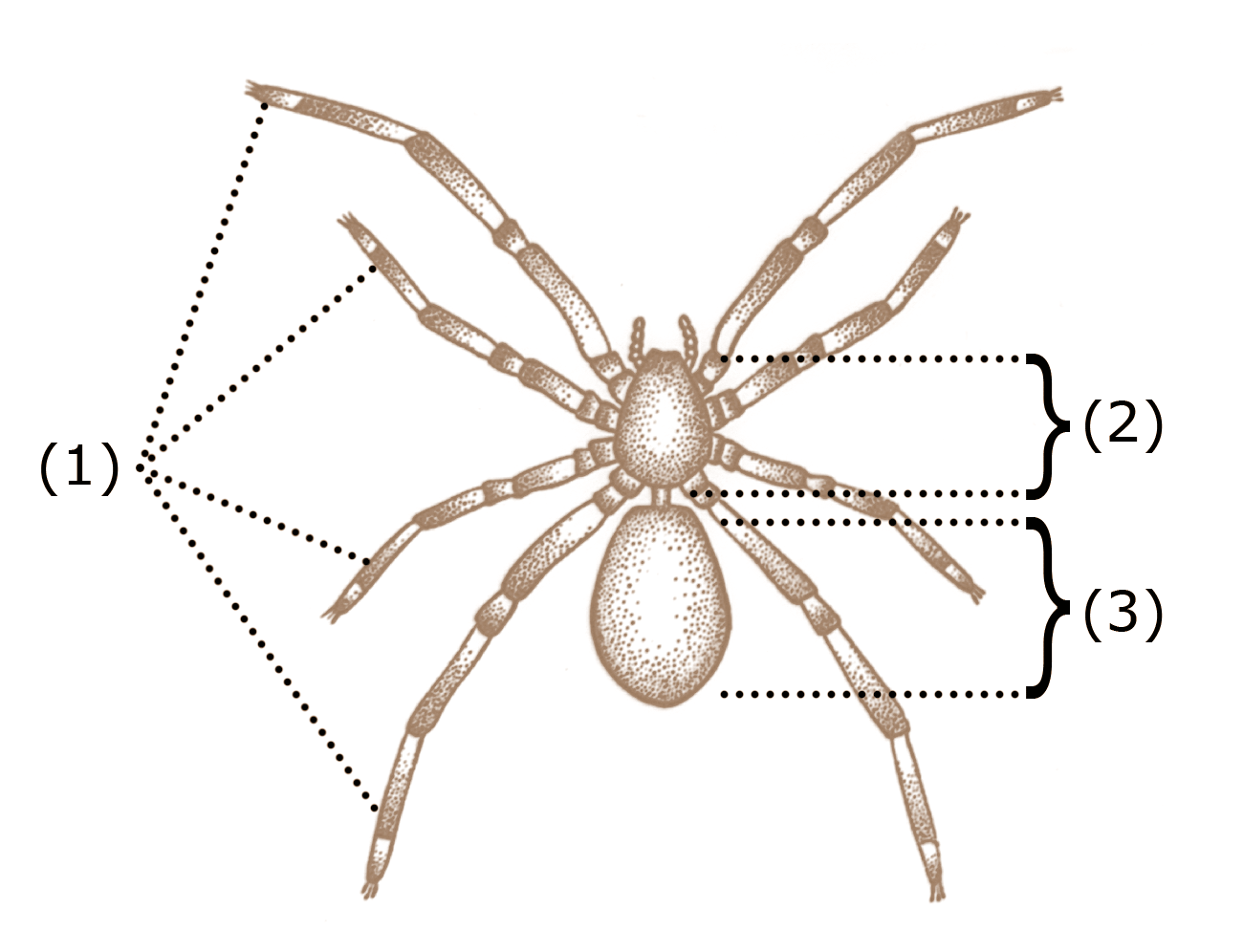
Tagmele arahnidelor (păianjen)1 - picioare; 2 - prosoma; 3 - opistosoma